# Округ Брансвик (Вирџинија)
Округ Брансвик (енгл. Brunswick County) је округ у америчкој савезној држави Вирџинија.

## Демографија
По попису из 2010. године број становника је 17.434, што је 985 (-5,3%) становника мање него 2000. године.
| Група             | 2000.          | 2010.         |
| Белци             | 7.629 (41,4%)  | 6.943 (39,8%) |
| Афроамериканци    | 10.472 (56,9%) | 9.992 (57,3%) |
| Азијати           | 40 (0,2%)      | 49 (0,3%)     |
| Хиспаноамериканци | 231 (1,3%)     | 298 (1,7%)    |
| Укупно            | 18.419         | 17.434        |